# Lava River Cave
La Lava River Cave est un tunnel de lave du comté de Deschutes, dans l'Oregon, aux États-Unis. Longue de 1 588 mètres, elle est protégée au sein du Newberry National Volcanic Monument.